# Muñeco (canción)
«Muñeco» es el sexto y último sencillo del grupo musical argentino Babasónicos que fue incluida en su octavo álbum de estudio publicado en 2005, Anoche.

## Significado
El origen y significado de la canción se remonta a un día en que Adrián Dárgelos junto a Diego Castellano y Diego Rodríguez se encontraban trabajando en su estudio, colocando caños y realizando otras tareas de construcción.

## Lista de canciones
1. «Muñeco» - 2:25[6]